# Відчайдушний тато
Відчайдушний тато (англ. Father Hood) — американська комедія 1993 року.

## Сюжет
Джек Чарльз — непутящий батько, який має три судимості і не приділяє належної уваги своїм дітям. Після смерті матері діти опиняються в інтернаті, де з ними поводяться не найкращим чином. Джек вирішує викрасти їх і, ховаючись від переслідувань поліції, здійснює ряд нерозважливих вчинків. Викрадення автомобілів і катера він здійснює весело і з вигадкою. Але поступово радощі дітей змінюється сумом, що у них все не як у інших.

## У ролях
- Патрік Свейзі — Джек Чарльз
- Геллі Беррі — Кетлін Мерсер
- Сабріна Ллойд — Келлі Чарльз
- Брайан Бонсалл — Едді Чарльз
- Майкл Айронсайд — Джеррі
- Дайан Ледд — Рита
- Боб Ґантон — Лазаро
- Едріенн Барбо — Селеста
- Джорганн Джонсон — суддя
- Марвін Дж. Макінтайр — худий хлопець
- Вільям Буміллер — Тревіс
- Ванесса Маркес — Долорес
- Марта Велез — місіс Картер
- Рей ДеМаттіс — адвокат
- Джош Лукас — Енді
- Вік Борделон — Гусман